# 烏爾茹姆
57°07′N 50°00′E / 57.117°N 50.000°E
烏爾茹姆（俄语：Уржу́м）是俄羅斯基洛夫州南部的一個城市，距基洛夫東南195公里。2002年人口11,514人。
1554年由馬里人建立，1584年歸沙俄管轄，1796年設市。1886年，苏联早期领导人谢尔盖·米罗诺维奇·基洛夫出生于此。